# Fort Saint-Louis (Toulon)
Pour les articles homonymes, voir Fort Saint-Louis.
Le fort Saint-Louis, également nommé fort des Vignettes, est une tour à canons édifiée à Toulon (département du Var) en 1534 par l'ingénieur Saint-Rémy, à l'initiative de François Ier, dans le but de protéger la ville des incursions sarrasines des pirates barbaresques, comme celle qui avait pillé la ville et emmené des captifs en 1530.

## Historique
Le fort Saint-Louis, initialement nommé fort des Vignettes en référence à la rade des Vignettes dont il devait protéger l'entrée des navires ennemis, a été construit sous le règne du roi François Ier quatre ans après le pillage de la ville par les Maures, dans le but de protéger la ville. 
Il sera considérablement amélioré sous le règne de Louis XIV, de 1692 à 1699. Il devait être capable de défendre l'entrée de la rade de Toulon mais sa construction s'inscrivait aussi dans une volonté de fortifier Toulon et d'agrandir l'arsenal. Pour cela, la mission revint à Antoine Niquet, ingénieur en chef des fortifications, qui sera associé à Pierre Puget et Vauban. Ces travaux vont modifier considérablement la physionomie de la ville de Toulon. Le fort des Vignettes est partiellement détruit lors du siège de Toulon en 1707. Il prend son nom actuel après sa reconstruction à l'identique.
Le fort Saint-Louis est inscrit l'inventaire supplémentaire des monuments historiques depuis l'arrêté du 29 novembre 1948, mais n'est pas un site touristique culturel car depuis 2010 il n'est plus ouvert au public lors des journées du patrimoine, étant réservé au Club nautique de la Marine nationale.

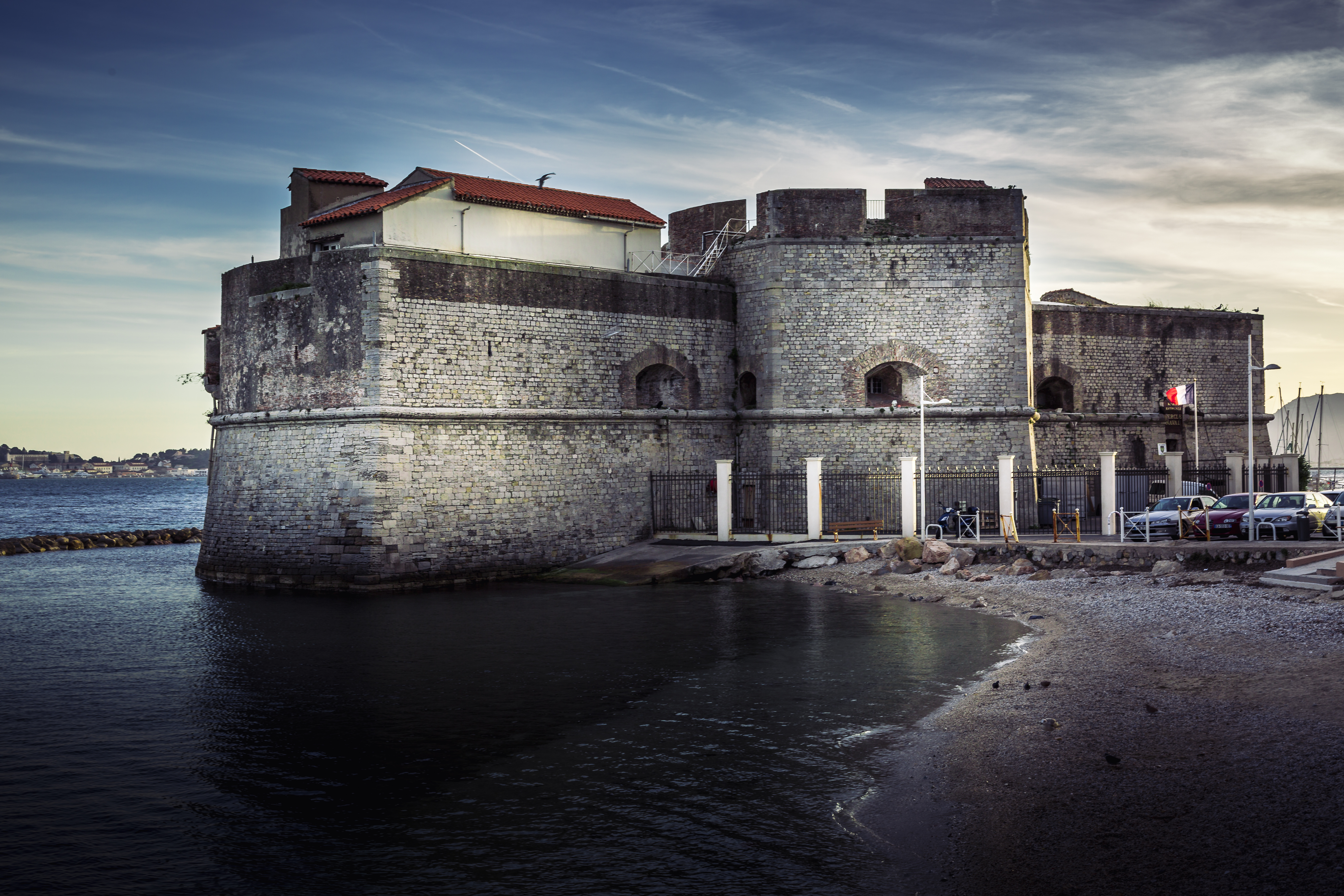
Fort Saint-Louis en 2017 par Kevin Pinon